# Triphoreae
Tribu
Les Triphoreae sont une tribu de plantes de la famille des Orchidaceae (orchidées), dans la sous-famille des Epidendroideae.
Le genre type est Triphora Nutt.

## Liste des sous-taxons
- Tribu des Triphoreae Dressler 1979.
  - sous-tribu des Diceratostelinae (syn. Diceratosteleae)
    - Genre Diceratostele

  - sous-tribu des Triphorinae
    - Genre Cyrtosia
    - Genre Monophyllorchis
    - Genre Pogoniopsis
    - Genre Psilochilus
    - Genre Triphora

## Publication originale
- Dressler. Selbyana, 5, 197-206 (1979).